# 藍新福
藍新福醫生，OBE[?]（1923年4月16日—），一作藍薪福，來自馬六甲的香港骨科醫生，1977年至1984年任香港政府醫務衛生署副署長（醫務），期間曾經臨時兼任立法局官守議員，1972年至1974年任香港骨科醫學會主席。
藍新福生於馬六甲，1941年考入香港大學，二戰期間轉到重慶的國立上海醫學院學習，其後參與中華民國空軍。戰後，他恢復港大學業，並跟隨骨科高級講師侯信，到1953年醫科畢業。藍新福於1957年加入港府醫務衛生署任職醫生，1959年至1961年派往英國深造，1963年升任高級醫生，翌年成為伊利沙伯醫院首任骨科專科醫生，隨後於1973年晉升為骨外科顧問醫生。
在醫務衛生署副署長任內，因應人口和需求增長，藍新福著手擴充新界新市鎮地區和原有市區的急症醫療服務，威爾斯親王醫院等大型公立醫療設施也相繼落成。另一方面，他還要處理醫務衛生署管方和職方的緊張關係，當中包括政府護理員協會在1979年因為不滿薪酬水平和夜班護士工作時數等問題而爆發的工潮，以及瑪麗醫院兒科部門醫生在1980年發表公開信批評署方漠視兒科服務不足等等。在1979年的護士工潮當中，由於藍新福在電視節目中認為護士發動工潮為的只是一個「錢」字，結果引起護理員工會方面的強烈反響，其間更要求他引咎辭職。不過，藍新福在事件中擺出強硬姿態，除了表明不會自動辭職以外，還對護協方面的指責加以反駁。
在醫務工作以外，藍新福熱衷於體育活動，早年就讀於香港大學期間已經參與不少體育比賽，並且在1949年的全港羽毛球雙打少年組公開比賽中勝出。1984年退休後，他繼續出任香港業餘體育協會暨奧林匹克委員會義務醫生，其後於1988年漢城奧運會為香港代表團團部擔任首席醫生，以及在1990年分別為北京亞洲運動會和奧克蘭英聯邦運動會的香港代表團團部擔任團長，同時為後者兼任醫學顧問。1992年移民加拿大後，他仍長年留任香港射箭總會會長一職。

## 生平

### 早年生涯
藍新福1923年4月16日生於海峽殖民地馬六甲（今屬馬來西亞境內），早年就讀於當地英華學校（Anglo-Chinese School），1941年負笈香港考入香港大學工程學院。藍新福就讀於港大期間是盧嘉堂（Lugard Hall）宿生，熱愛體育運動的他還在入學後不久參加1941年11月與嶺南大學合辦的聯校運動會。當時正值第二次中日戰爭，遠東戰雲密佈，原位於廣州的嶺南大學也因為當地於1938年淪陷而南遷香港，所以該次聯校運動會也是在香港的銅鑼灣加路連山球場舉行。當時，港大正招募學生加入香港義勇防衛軍轄下的戰地救傷車隊，以支持香港的備戰工作，惟藍新福因為參加運動會而錯過報名機會。
不料運動會完結後三星期，日本乘太平洋戰爭爆發，於1941年12月8日發動香港保衛戰，揮軍香港。期間駐港守軍節節敗退，到同年12月25日港府宣佈無條件投降，標誌著香港進入三年零八個月的日治時期。香港淪陷後，藍新福雖然被迫中斷港大學業，但他選擇前赴中國大陸，走到仍然由中華民國統治的四川重慶與不少港大師生會合。在那裡，他得到原港大醫學院院長兼婦產科學系主任和講座教授王國棟協助，得以在遷到當地、並由他擔任婦產科訪問教授的國立上海醫學院修讀醫學。一年後，藍新福決定投身中華民國空軍，期間曾於印度和美國接受訓練，到第二次世界大戰於1945年結束時才以空軍中尉軍階退役。
戰後，藍新福返回陸續復課的香港大學恢復學業，在戰時曾經修讀醫學的他選擇繼續學醫，並跟隨港大醫學院教授麥花臣（A. J. S. McFadzean）和史托克（F. E. Stock）等人學習。受到史托克以及後來於1951年加入港大的骨外科高級講師侯信（A. R. Hodgson）影響，藍新福對骨外科產生濃厚的興趣，並決定向該門專科發展。另一方面，藍新福在戰後重新參與不少體育活動，當中包括在1947年出任香港大學體育協會理事會成員、1948年在港大舍際體育比賽中得獎，以及參與1949年由南華體育會舉辦的4乘100碼公開邀請接力賽，並協助港大接力隊勝出。同樣在1949年，他還在全港羽毛球雙打少年組公開比賽中勝出。1953年，藍新福從港大取得內外全科醫學士（M.B., B.S.）學位畢業，旋即加入港大外科學系擔任臨床助理，剛好當時港大醫學院引入駐院實習制度，他更成為侯信門下的首名駐院實習外科醫生。

### 醫務生涯
在香港大學工作數年後，藍新福於1957年8月獲聘加入香港政府醫務衛生署任職醫務官（1960年中文稱謂改稱醫生，但英文稱謂仍然保留叫作，簡稱「MO」），負責診症工作。1959年，他獲補送到英國深造修讀外科高級文憑課程，期間曾於諾定咸郡哈洛伍德骨科醫院（Harlow Wood Orthopaedic Hospital）工作，到1961年學成返港，並於同年分別當選為英國皇家外科醫學院院士（F.R.C.S.）和愛丁堡皇家外科醫學院院士（F.R.C.S.Ed.）。返港後，他最初任職九龍醫院骨科醫生，伊利沙伯醫院於1963年落成啟用後，他旋獲擢升為高級醫生，並調往伊院骨科病房任職。翌年，他進一步晉升為骨科專科醫生，成為伊院骨科病房的首任專科醫生。

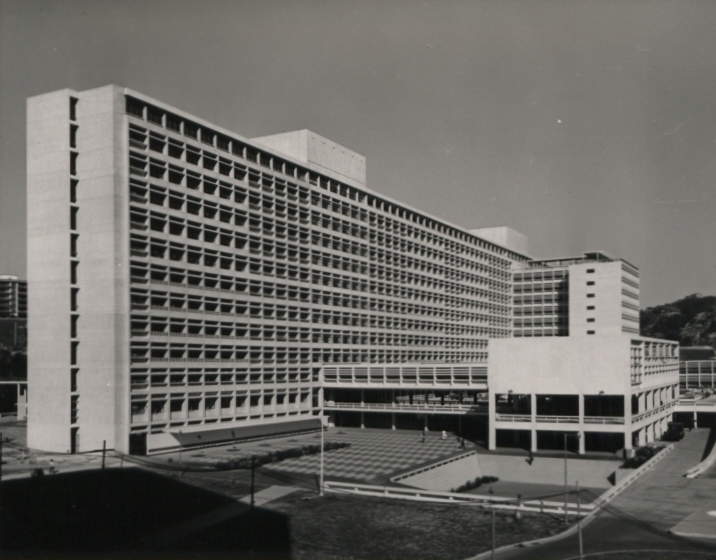
藍新福於1964年出任伊利沙伯醫院首任骨科專科醫生

在伊利沙伯醫院任職期間，藍新福對治療一種罕見的兒童股骨頸骨折產生特別興趣。為此，他個人搜集得超過120宗相關病例，數量是當時全球之最。得到已升任港大醫學院骨科教授的侯信和同樣擔任骨科醫生的好友方心讓（後為爵士）等人協助下，藍新福後來就這方面的研究撰寫論文，並憑藉論文在1967年獲得香港大學外科碩士（M.S.）學位，是為首名獲得該學位的港大戰後畢業生。
另一方面，除了伊院的工作以外，藍新福也是廣華醫院和明愛醫院兩家補助醫院的名譽骨外科顧問醫生，更協助後者創立骨科部門。在業餘時間，藍新福在1972年至1974年出任香港骨科醫學會主席，1967年至1992年擔任《西太平洋骨科協會期刊》司庫及主編，並不時到南韓和澳洲等西太平洋國家講學。為肯定他的表現，他在1969年當選菲律賓骨科協會名譽院士，其後於1992年獲選西太平洋骨科協會院士，另外也是美國外科醫學院院士（F.A.C.S.）。
1973年，在伊院任職多年的藍新福晉升為骨外科顧問醫生，任內正值港府於1974年正式撥款興建地下鐵路，當時醫務衛生署內有意見擔心地下鐵路設計上可能沒有考慮殘疾人士的需要，希望署方可以向當局加以反映。有見及此，藍新福聯絡已成為立法局非官守議員的方心讓，寄望對方透過立法局議員的身份發聲，可以引起港府高層的關注。
結果是，方心讓後來向港府建議在每一個地鐵站設置連接地面的升降機，方便殘疾人士出入，但財政司夏鼎基（後為爵士）在答覆中卻指出，地下鐵路設計上屬於大眾運輸，人流密集的環境對殘疾人士構成危險，他更辯稱向每一名殘疾人士購買一部勞斯萊斯轎車，比起在每一個地鐵站加設方便殘疾人士的設施，還要來得「划算」，最終對方心讓的建議加以拒絕。對於港府在地鐵興建初期未有充分考慮殘疾人士的需要，藍新福曾感到頗大的失望。

### 副醫務署長
1977年1月，港府委任唐嘉良醫生接替退休的蔡永業醫生出任醫務衛生署署長，藍新福則獲唐嘉良提拔為醫務衛生署副署長（醫務）；同時間，另一副署長（衛生及計劃）的職位則由助理署長（衛生）李紹鴻醫生出任。藍新福上任副署長後獲港府委任為官守太平紳士，並曾兼任醫療輔助隊副總監和醫務委員會委員等職；此外，他在1978年至1983年間曾多次為唐嘉良署任醫務衛生署署長一職，期間都臨時擔任立法局官守議員。
在副署長任內，藍新福主要負責統籌香港公立醫院的營運，為了應付不斷增長的人口，他積極擴充新界新市鎮地區的急症醫療服務，當中包括興建威爾斯親王醫院、落實擴建仁濟醫院、粉嶺醫院和博愛醫院、以及著手研究興建屯門醫院和大埔醫院等。針對不斷發展的東九龍地區，他任內研究擴建靈實醫院和落實興建更多健康院和政府診所等醫療設施，以應付地區的醫療需要。至於以區域醫院為主，再輔以地區性醫院和其他老人科、療養和康復設施的公立醫療服務架構，也是由他於任內制訂的。另一方面，他安排醫務衛生署加強與香港理工學院合作，不少好像是放射技師和物理治療員等醫護人員都改由理工學院負責培訓，取代了過往由醫務衛生署擔當所有的培訓角色，從而增加受訓人數。然而，受到人口急增和越南船民滯港等問題困擾，當時普遍公立醫院仍要面對人滿為患、醫療服務未能滿足需求和醫療開支急增等問題。任內他曾經提出興建更多私營醫院和發展私營醫療市場，以滿足「夾心階層」的需要和減輕公立醫院的負擔，但有關看法未有得到實踐。
藍新福在副署長任內還要處理醫務衛生署管方和職方一度出現的緊張關係，1979年7月，港府新成立的公務員薪俸及服務條件常務委員會（簡稱薪常會）就公務員薪酬水平檢討發表《第一號報告書》，引起多個公務員職方團體的不滿。其中，代表護士的政府護理員協會（香港護士協會前身）批評報告書建議大幅提高放射技師的頂薪點，有違過往放射技師與護士薪酬水平看齊的做法，對護士構成不公；除此以外，護協質疑薪常會一方面聲稱依據學歷和工作性質訂定各個公務員職級的薪酬，但另一方面護士本身已達到中學畢業程度，卻要經過三年培訓，然後再工作八年，薪酬水平才等同一位剛從警察訓練學校畢業的見習督察，是對護理人員的一種貶抑。
經過一輪醞釀後，護協主席周美德在1979年11月10日發起漸進式工業行動，除了爭取改善護士的薪酬待遇外，又對夜班護士每周連續工作66小時、夜班護士沒有充足時間交更、以及夜班護士每晚在沒有休息時間的情況下連續工作九小時半等問題表達不滿。針對夜班護士的情況，護協向港府提出三點要求，第一點是要求署方根據勞工法例把夜班護士的工時上限訂為每周44小時，第二點是每晚工作需給予整整一小時休息時間，而第三點是引入重疊式的夜班交接安排。然而，藍新福隨後接受英文時事節目《焦點》訪問時，卻直斥護士發起工潮其實只是為了一個「錢」字，在節目中他又以醫院女工和殮房職工與護士相提並論。他的言論在無線電視和麗的電視兩個英文台播出後，引起護理界的很大反響，周美德隨即批評藍新福不單未盡應有的責任，而且出言侮辱護理人員，破壞雙方信任，並強調工會發動工潮是要爭取公平待遇。護協方面還限令港府在12月9日前就該會的要求作出回應，否則即時提升按章工作的程度。
同時間，護協又發起簽名運動，集齊近5,000人聯署要求藍新福引咎辭職。11月23日晚，護協召開會員大會商討工潮，藍新福事前原本獲邀出席當面對質，但他拒絕出席，而且在回覆中表示有關《焦點》節目內容的問題應向節目主持人查詢。鑑於署方和員方未能化解分歧，護協隨後於11月26日發動大規模請願行動，當日上千名身穿整齊制服的護理人員在下午時份分批列隊前往港督府請願，除了希望港督麥理浩爵士接納護協訴求，又企圖施加壓力阻撓行政局通過薪常會的報告書，以及要求藍新福辭職。雖然如此，港府始終無動於衷，而港督會同行政局後，更在11月27日依舊決定通過薪常會《第一號報告書》。
行政局通過報告書的同一天，藍新福透過醫務衛生署發言人發表措施強硬的聲明對護協的批評加以反駁。他在聲明中直指護協本來爭取的只是薪酬問題，如果工會不認為工潮為的只是一個「錢」字，就不應時常拿政府技師和警務人員的薪酬作比較。他抨擊護協的訴求不獲普遍市民支持，所以才發動工潮轉移視線，又以夜班護士的工作編排問題借機搏取市民同情，並不可取。對於他在電視節目中把護士與醫院女工和殮房職工相提並論，他解釋每一位醫院員工的地位都十分重要，所以有關比較絕無冒犯之意。此外，他強調醫務衛生署事實上設有委員會專門負責編訂護士的夜班工作，而且在事前與相關的護士總監商討，做法恰當；再者，護士一般每六個星期才當夜班一次，每次歷時七天，每晚九小時，總共63小時，事後可連續三天放假，所以緊接當夜班後的星期只需工作23小時，若以兩星期平均計算，工作時數是44小時，沒有違反相關勞工法例的規定，可見護士超時工作的理據並不成立。藍新福還指出，他的看法獲得醫務衛生署總部及各部門主管支持，他不單不會自動辭職，而且早在半年前已答應署長唐嘉良在1980年4月退休後，延任多兩年至1982年4月。
雖然受到護協的多番批評，但藍新福的強硬措辭卻獲得多個醫生組織認同，當中，政府醫生協會在11月28日發表聲明支持藍新福，並批評護協企圖向藍新福展開「個人迫害」，予以強烈反對；12月1日，已婚政府女醫生協會也發表聲明支持藍新福，指護協行動「幼稚」，「矇閉大眾視聽」，認為港府不應退讓。到12月5日，護協發表言論為自己辯護，指摘藍新福若非濫用言論自由，就不會導致一句說話令數千人「群情洶湧」。由於當時護協發起的工業行動正好遇上醫院配藥員發動的另一場工潮，結果迫使當局一度暫停部份政府診所的夜診服務。雖然如此，鑑於港府立場強硬，再加上護協的立場未能獲得普遍輿論支持，最終工潮得以漸漸平息；而經過多年爭取，後來的醫院管理局要到1994年才開始引入「延續夜班計劃」，把護士輪值夜班的頻密程度減至每周一次，以舒緩護士流失的情況。
除了應對護協的工業行動，藍新福自上任副署長後，還要處理公立醫院長期以來被指兒科服務不足的問題。作為香港大學的教學醫院，當時的香港大學醫學院曾多番敦促港府為瑪麗醫院興建一座25層高的附屬醫院，以舒緩兒科病房的擠迫情況和減低兒童在病房感染傳染病的機會，但經過多年交涉，港府在1980年只答應興建一座15層高的醫院分座，引起港大醫學院方面的不滿；同時間，香港的兒科醫學會也認為，港府不願投放資源改善和擴充兒科服務，是公立醫院兒科服務不足的主因之一。1980年6月25日，藍新福接受邀請到英文電視節目《焦點》談論兒科服務問題，他在節目中指出瑪麗醫院兒科服務不足的問題一直受到醫務衛生署重視，而該院兒科病房護士與病人的比例也已經得到「改善」。
不過，藍新福在節目的言論播出後，引來港大醫學院部份教學人員和瑪麗醫院兒科醫護人員的不滿。1980年7月22日，13名瑪麗醫院醫生在《南華早報》發表公開信，批評藍新福在《焦點》的言論使大眾誤以為該院的兒科服務已有實質改善；而事實上兒科病房的醫護人員仍要面對沉重的工作壓力，病房情況更與以往一樣惡劣，沒有改善。發表公開信的13名醫生當中，有八名是港大醫學院教學人員，另外五人更是政府醫生。鑑於政府醫生通常擔心事後會遭到追究，所以過往甚少公開批評港府，但該份公開信卻有五名政府醫生參與發表，情況十分罕見。藍新福事後透過醫務衛生署發言人回應事件，他否認在節目中透露瑪麗醫院兒科病房的情況已有改善，並認為他的言論遭到「斷章取義」。最終要到1983年，醫務衛生署作長期檢視後，才決定落實動用數以億計公帑分三階段擴建瑪麗醫院，以長遠增加超過1,800張病床，從而整體改善兒科與其他分科的服務。
在醫務衛生署的工作以外，藍新福積極投身於香港復康會和英國紅十字會香港分會等非政府醫療組織的工作，並曾任紅十字會學校管理委員會和輸血服務委員會委員，1978年11月獲頒英國紅十字會二級榮譽獎章及獎狀。熱衷體育運動的他也參與香港傷殘人士體育協會、香港箭藝總會（1999年後改稱香港射箭總會）和香港奧林匹克委員會的會務。為了肯定他在醫務衛生署副署長任內的表現，他在1981年8月特獲英廷頒授OBE勳銜。有別於其他獲勳的人士，藍新福的獲勳消息並不載於分別在每年元旦前夕和6月發表的元旦授勳名單和英女皇壽辰授勳名單，而是由港府突然於1981年8月28日透過《憲報》作個別公佈，情況較為罕見。

### 退休生活
藍新福自1977年1月起擔任醫務衛生署副署長，一任七年，任內多次獲得續任，到1984年4月以61歲之齡從港府退休，並由邱建江醫生接任副署長一職。退休後，他在戴麟趾夫人復康院和麥理浩復康院擔任醫療總監，從事臨床工作，此外又多次向律政司署和法律援助署提供醫學意見，協助出庭擔任專家證人。另一方面，他退休後繼續活躍於香港業餘體育協會暨奧林匹克委員會的工作，並擔任港協暨奧委會義務醫生。當中，他在南韓舉辦的1988年漢城奧運會為香港代表團團部擔任首席醫生；後來還在1990年分別於中國北京和紐西蘭奧克蘭舉辦的亞洲運動會和英聯邦運動會中，兩度為香港代表團團部擔任團長，同時為後者兼任醫學顧問。
1992年，藍新福與家人移民加拿大，開展新的退休生活，但他每年冬天仍會造訪香港，並長年留任香港射箭總會會長。遊走於加拿大和香港的他把不少時間花在寫作上，他不單止在1995年寫成The History of the Western Pacific Orthopedic Association（《西太平洋骨科協會史》），還跟同樣活躍於港協暨奧委會的張維醫生合作撰寫一本關於香港業餘體育發展的歷史書籍。該書由1993年開始資料搜集工作，經歷12年，到2005年方告寫成，並於翌年出版，書名為The Quest for Gold: Fifty Years of Amateur Sports in Hong Kong, 1947-1997（《逐金之旅：香港業餘體育50年：1947年至1997年》）。該書的新書發佈會隨後於2006年3月2日在香港奧運大樓舉行，除了藍新福和張維外，港協暨奧委會永遠名譽會長沙理士和港協暨奧委會會長霍震霆等人也有出席。

## 個人生活
藍新福跟妻子陳年霞（Nina Lam Chan）和女兒藍連德（Linda Lam）三人都是香港大學醫學院校友。藍新福本身於1953年從港大獲得內外全科醫學士（M.B., B.S.）學位畢業、1967年獲外科碩士（M.S.）學位；陳年霞比藍新福遲一年於1954年獲內外全科醫學士（M.B., B.S.）學位畢業；藍連德則於1982年獲內外全科醫學士（M.B., B.S.）學位畢業。除了熱衷體育活動，藍新福於1953年以中尉軍階加入皇家香港義勇防衛軍，曾在防衛軍的醫療部門服役。

## 部份著作
- Lam, S. F. "Fractures of the neck of the femur in children: based on a study of a series of sixty cases over a period of six years", Master of Surgery Thesis, University of Hong Kong, 1967. 
  - （直譯：藍新福著，《兒童股骨頸骨折：六年間60宗個案的研究》，香港大學外科碩士論文，1967年。）
- Lam, S. F., The History of the Western Pacific Orthopedic Association. Hong Kong: Hong Kong University Press, 1995.
  - （直譯：藍新福著，《西太平洋骨科協會史》。香港：香港大學出版社，1995年。）
- Lam, S. F., and, Chang, Julian W., The Quest for Gold: Fifty Years of Amateur Sports in Hong Kong, 1947-1997. Hong Kong: Hong Kong University Press, 2006. ISBN 978-9-62209-765-0
  - （直譯：藍新福和張維合著，《逐金之旅：香港業餘體育50年：1947年至1997年》。香港：香港大學出版社，2006年。）

## 榮譽

### 殊勳
- 以下列出榮譽全稱及縮寫：^ 
  - 英國皇家外科醫學院院士（F.R.C.S.） （1961年[2]）
  - 愛丁堡皇家外科醫學院院士（F.R.C.S.Ed.） （1961年[2]）
  - 菲律賓骨科協會名譽院士 （1969年[2]）
  - 官守太平紳士（J.P.） （1977年[3]）
  - 英國紅十字會二級榮譽獎章及獎狀 （1978年11月[40]）
  - 英帝國官佐勳章（O.B.E.） （1981年8月28日[10]）
  - 西太平洋骨科協會院士 （1992年[2]）
  - 美國外科醫學院院士（F.A.C.S.[2]）

### 以他命名的事物
- 藍新福射箭場：位於新界天水圍，是香港射箭總會轄下的射箭場地。[50]

## 注腳
1. 1 2 3 4  〈新書發佈儀式 "The Quest for Gold: Fifty Years of Amateur Sports in Hong Kong, 1947-1997"〉（2006年3月2日）
2. 1 2 3 4 5 6 7 8 9 10 11 12 13 14 15 16 17 18 19 20 21 22 23 24 25 26 27 28 29  Fu (1998)
3. 1 2 3 4 5 6 7 8  Who's who in Hong Kong: a bibliographical dictionary of Hong Kong (1979), p.110.
4. ↑  "Talk To Boys" (5 June 1938)
5. 1 2 3 4  Lam and Chang (2006), p.35.
6. 1 2  Lam (1967), p.6.
7. ↑  Lam and Chang (2006), pp.30-31.
8. ↑  Lam and Chang (2006), p.7.
9. ↑  Lam (1967), p.7.
10. 1 2 3 4 5  〈醫務處副處長藍新福獲女王頒OBE勳銜〉（1981年8月29日）
11. ↑  Lam (1967), p.1.
12. ↑  "Past Presidents & Office Bearers" (retrieved on 30 August 2014)
13. 1 2 3 4  Lam (2004), pp.145-146.
14. ↑  Who's who in Hong Kong: a bibliographical dictionary of Hong Kong (1979), p.116.
15. 1 2  〈邱建江醫生獲委任醫務委員會委員〉（1984年4月14日）
16. ↑  "Dr the Honourable LAM Sim-fook, OBE, JP" (retrieved on 30 August 2014)
17. ↑  〈醫務署副署長藍新福稱，東九龍增醫療服務〉（1979年10月12日）
18. ↑  〈醫務處副處長藍新福表示，放射學腫瘤學研究所水準已獲得國際公認〉（1980年7月19日）
19. ↑  〈物理治療人員需具耐力愛心，藍新福勉勵結業學員肩負有意義重大責任〉（1980年11月7日）
20. ↑  《立法局會議過程正式紀錄》（1990年4月4日），頁907。
21. ↑  〈瑪嘉烈醫院病床越童佔用一半〉（1980年8月24日）
22. ↑  〈私家醫院護理中心少，難滿足夾心階層需要〉（1984年4月4日）
23. 1 2 3 4 5  〈護理人員召開會員大會後決定，週一進行千人操向港督遞上訴書〉（1979年11月24日）
24. 1 2 3 4  〈港督昨接納薪俸報告書〉（1979年11月28日）
25. 1 2 3  〈護理員昨向港督請願〉（1979年11月27日）
26. 1 2 3 4 5  〈護理員協會提出三點改善辦法，促衛生處下月答覆，否則採進一步行動〉（1979年11月24日）
27. 1 2 3 4 5 6 7 8  〈醫務處副處長藍新福表示不會自動辭職〉（1979年11月28日）
28. 1 2 3 4  〈藍新福不會在壓力下辭職，將延任兩年〉（1979年11月28日）
29. ↑  〈政府醫生協會發聲明支持藍新福副處長〉（1979年11月29日）
30. ↑  〈已婚政府女醫生促當局切勿讓步〉（1979年12月2日）
31. 1 2 3  〈倘配藥員行動不再升級，夜診仍暫作有限度服務〉（1979年12月6日）
32. ↑  《立法局會議過程正式紀錄》（1995年1月18日）頁1353至1354。
33. 1 2  〈漠視瑪麗醫院兒科擴充計劃〉（1980年6月9日）
34. ↑  〈兒科醫學會指出照顧兒童醫療設備缺乏〉（1980年6月26日）
35. 1 2  《觀察香港：香港觀察社言論集》（1982年），頁207至210。
36. 1 2 3 4 5 6  〈瑪麗醫院一批醫生抨擊瑪麗醫院兒科病房，護士不足工作過重〉（1980年7月23日）
37. 1 2 3  〈瑪麗醫院五名醫生指出小兒科缺人手〉（1980年7月23日）
38. ↑  〈醫務衛生署發表聲明否認凍結瑪麗醫院擴建費一億五千萬〉（1983年2月11日）
39. ↑  〈瑪麗醫院擴建計劃第一期工程已開始〉（1983年11月21日）
40. 1 2  〈香港紅十字會昨日週年大會，去年成績十分美滿，募集血液增加一成〉（1978年11月10日）
41. ↑  〈藍新福獲勳銜〉（1980年11月7日）
42. ↑  Lam and Chang (2006), p.132.
43. ↑  Lam and Chang (2006), p.96.
44. ↑  Lam and Chang (2006), p.109.
45. ↑  〈執行委員會〉（造訪於2014年8月30日）
46. 1 2  Lam and Chang (2006), p.xiii.
47. ↑  Lam and Chang (2006), p.xv.
48. 1 2 3 4  Convocation Newsletter (2002), p.28.
49. ↑  Lam and Chang (2006), p.17.
50. ↑  〈天水圍藍薪福射箭場〉（造訪於2014年8月30日）

### 英文資料
- "Talk To Boys （页面存档备份，存于）", The Straits Times, 5 June 1938, p.25.
- Lam, S. F. "Fractures of the neck of the femur in children: based on a study of a series of sixty cases over a period of six years", Master of Surgery Thesis, University of Hong Kong, 1967.
- Who's who in Hong Kong: a bibliographical dictionary of Hong Kong. Hong Kong: The South China Morning Post, 1979.
- Fu, Louis Kuo-tai, "PIONEER IN ORTHOPAEDICS: Dr. LAM Sim-Fook", The Hong Kong Journal of Orthopaedic Surgery Vol. 2 No. 2. Hong Kong: The Hong Kong Orthopaedic Association, 1998.
- Convocation Newsletter （页面存档备份，存于） Issue 2, 2002. Hong Kong: The University of Hong Kong Convocation, 2002.
- Lam, S. F., "Orthopaedic Rehabilitation in Hong Kong: Its Past and Its Future", The Hong Kong Journal of Orthopaedic Surgery Vol. 8 No. 2. Hong Kong: The Hong Kong Orthopaedic Association, 2004.
- Lam, S. F., and, Chang, Julian W., The Quest for Gold: Fifty Years of Amateur Sports in Hong Kong, 1947-1997. Hong Kong: Hong Kong University Press, 2006. ISBN 978-9-62209-765-0
- "Past Presidents & Office Bearers", The Hong Kong Orthopaedic Association, retrieved on 30 August 2014.
- "Dr the Honourable LAM Sim-fook, OBE, JP （页面存档备份，存于）", Database on Legislative Council Members. Hong Kong: Legislative Council of Hong Kong, retrieved on 30 August 2014.

### 中文資料
- 〈香港紅十字會昨日週年大會，去年成績十分美滿，募集血液增加一成〉，《華僑日報》第六張第二頁，1978年11月10日。
- 〈醫務署副署長藍新福稱，東九龍增醫療服務〉，《大公報》第二張第五版，1979年10月12日。
- 〈護理員協會提出三點改善辦法，促衛生處下月答覆，否則採進一步行動〉，《工商日報》第八頁，1979年11月24日。
- 〈護理人員召開會員大會後決定，週一進行千人操向港督遞上訴書〉，《華僑日報》第二張第一頁，1979年11月24日。
- 〈護理員昨向港督請願〉，《大公報》第二張第五版，1979年11月27日。
- 〈港督昨接納薪俸報告書〉，《大公報》第一張第四版，1979年11月28日。
- 〈醫務處副處長藍新福表示不會自動辭職〉，《工商日報》第一頁，1979年11月28日。
- 〈藍新福不會在壓力下辭職，將延任兩年〉，《華僑日報》第三張第二頁，1979年11月28日。
- 〈政府醫生協會發聲明支持藍新福副處長〉，《工商日報》第八頁，1979年11月29日。
- 〈已婚政府女醫生促當局切勿讓步〉，《工商日報》第八頁，1979年12月2日。
- 〈倘配藥員行動不再升級，夜診仍暫作有限度服務〉，《工商日報》第八頁，1979年12月6日。
- 〈漠視瑪麗醫院兒科擴充計劃〉，《華僑日報》第三張第二頁，1980年6月9日。
- 〈兒科醫學會指出照顧兒童醫療設備缺乏〉，《工商日報》第七頁，1980年6月26日。
- 〈醫務處副處長藍新福表示，放射學腫瘤學研究所水準已獲得國際公認〉，《工商日報》第六頁，1980年7月19日。
- 〈瑪麗醫院一批醫生抨擊瑪麗醫院兒科病房，護士不足工作過重〉，《工商日報》第五頁，1980年7月23日。
- 〈瑪麗醫院五名醫生指出小兒科缺人手〉，《華僑日報》第三張第三頁，1980年7月23日。
- 〈瑪嘉烈醫院病床越童佔用一半〉，《華僑日報》第二張第二頁，1980年8月24日。
- 〈物理治療人員需具耐力愛心，藍新福勉勵結業學員肩負有意義重大責任〉，《華僑日報》第三張第二頁，1980年11月7日。
- 〈藍新福獲勳銜〉，《大公報》第二張第六版，1981年8月29日。
- 〈醫務處副處長藍新福獲女王頒OBE勳銜〉，《華僑日報》第六張第四頁，1981年8月29日。
- 《觀察香港：香港觀察社言論集》。香港：《百姓》半月刊，1982年。
- 〈醫務衛生署發表聲明否認凍結瑪麗醫院擴建費一億五千萬〉，《香港工商日報》第八頁，1983年2月11日。
- 〈瑪麗醫院擴建計劃第一期工程已開始〉，《香港工商日報》第六頁，1983年11月21日。
- 〈私家醫院護理中心少，難滿足夾心階層需要〉，《大公報》第二張第六版，1984年4月4日。
- 〈邱建江醫生獲委任醫務委員會委員〉，《工商日報》第七頁，1984年4月14日。
- 《立法局會議過程正式紀錄 （页面存档备份，存于）》。香港：香港立法局秘書處，1990年4月4日。
- 《立法局會議過程正式紀錄 （页面存档备份，存于）》。香港：香港立法局秘書處，1995年1月18日。
- 〈新書發佈儀式 "The Quest for Gold: Fifty Years of Amateur Sports in Hong Kong, 1947-1997"〉，中國香港體育協會暨奧林匹克委員會，2006年3月2日。
- 〈執行委員會〉，《香港射箭總會》，造訪於2014年8月30日。
- 〈天水圍藍薪福射箭場〉，《香港射箭總會》，造訪於2014年8月30日。

## 外部連結
- 香港射箭總會 （页面存档备份，存于）
- 港體壇史書 （页面存档备份，存于），蘋果日報，2006年3月3日

| 其他職務          | 其他職務                          | 其他職務          |
| ----------------- | --------------------------------- | ----------------- |
| 前任： 方心讓醫生 | 香港骨科醫學會主席 1972年－1974年 | 繼任： 邱明才醫生 |